# Freeby
Freeby är en ort och civil parish i Storbritannien.   Den ligger i grevskapet Leicestershire och riksdelen England, i den sydöstra delen av landet, 150 km norr om huvudstaden London. Freeby ligger 107 meter över havet och antalet invånare är 276.
Terrängen runt Freeby är platt. Runt Freeby är det ganska tätbefolkat, med 93 invånare per kvadratkilometer. Närmaste större samhälle är Grantham, 19,1 km nordost om Freeby. Trakten runt Freeby består till största delen av jordbruksmark.